# مجانسات حوت سترومر
مجانسات حوت سترومر (الاسم العلمي: †Stromeriinae) هي أسرة من الثدييات المنقرضة تتبع فصيلة العظاءات الملكية من رتبة مزدوجات الأصابع.

## أجناس
- حوت سترومر